# Bermuda (groupe)
Pour les articles homonymes, voir Bermuda (homonymie).
Bermuda est un groupe musical islandais, originaire de Menningarnótt. Les membres originaux du groupe sont le batteur Gunnar Reynir Þorsteinsson et le claviériste Ingvar Alfreðsson.

## Histoire
Le groupe est formé à Menningarnótt en 2004, lorsqu'Erna Hränn Ólafsdóttir est invitée à créer un groupe. « Et c'est comme ça que Bermuda est né. On a commencé à jouer ensemble en août 2004. » Les membres étaient alors Erna Hrönn Ólafsdóttir (chant), Gunnar Reynir Þorsteinsson (batterie), Ingvar Alfreðsson (clavier), Kristinn J. Gallagher (basse) et Ómar Örn Arnarson (guitare).
À l'été 2005, le groupe sort sa première chanson Sætari en ég. Fin 2005, Kristinn Gallagher quitte le groupe et le bassiste Ólafur Kristjánsson entre temporairement. Le groupe sort deux autres chansons cette année : la chanson de Noël Lag frá mér til ðin et Fegurðargenð ðir finðir. Au début de l'année suivante, en 2006, le bassiste Pétur Kolbeinsson rejoint le groupe. En 2007, le groupe sort son premier album studio Nýr dagur qui compte 11 chansons soit par des membres du groupe ou d'autres musiciens, bien que toutes de nouvelles chansons en islandais.
À l'automne 2008, Erna Hränn fait ses adieux au groupe, faute de temps. Depuis, Erna les rejoint comme choriste en dehors de Bermuda. Entre autres choses, Erna se met aux chœurs représentant l'Islande à l'Eurovision 2009. Erna est remplacée par la chanteuse Íris Hólm Jónsdóttir. Un an plus tard, Ómar Örn quitte le groupe, et Steinthór Guðjónsson reprend la guitare. Le groupe a une page Twitter et, à la fin décembre 2009, cette page comptait plus de 2 000 abonnés.

## Discographie

### Albums studio
- 2008 : Nýr dagur

### Singles
- 2005 : Sætari en ég
- 2005 : Lag frá mér til þín
- 2005 : Fegurðargenið er fundið
- 2009 : I'm Not Her
- 2009 : Neisti
- 2009 : November Day
- 2009 : Dreaming of Bermuda
- 2010 : (Every Night I) Stay Awake